# 夏似萍
夏似萍（1917年—1992年），女，江苏无锡人，中华人民共和国政治人物，曾任宁夏回族自治区革命委员会副主任，宁夏回族自治区人民政府副主席，第三届全国人大代表。

## 參看
- 宁夏回族自治区第二次党代会，　1964年1月30日至2月10日 （页面存档备份，存于）